# Верхние Борки
Верхние Борки — село в Горшеченском районе Курской области России. Входит в состав Нижнеборковского сельсовета.

## География
Село находится в восточной части Курской области, в лесостепной зоне, в пределах юго-западной части Среднерусской возвышенности, на правом берегу реки Убля, на расстоянии примерно 11 км (по прямой) к юго-востоку от посёлка городского типа Горшечное, административного центра района. Абсолютная высота — 148 м над уровнем моря.
Часовой пояс
Село Верхние Борки, как и вся Курская область, находится в часовой зоне МСК (московское время). Смещение применяемого времени относительно UTC составляет +3:00.

## Население
| 1859 | 2002 | 2010 |
| ---- | ---- | ---- |
| 386  | ↘71  | ↘37  |

Гендерный состав
По данным Всероссийской переписи населения 2010 года, в гендерной структуре населения мужчины составляли 43,2 %, женщины — соответственно 56,8 %.
Национальный состав
Согласно результатам переписи 2002 года, в национальной структуре населения русские составляли 97 % из 71 чел.

## Улицы
- ул. Береговая,
- пер. Береговой,
- ул. Подгорная[7].